# Holca annulipes
Holca annulipes är en insektsart som beskrevs av Ludwig Redtenbacher 1906. Holca annulipes ingår i släktet Holca och familjen Pseudophasmatidae. Inga underarter finns listade i Catalogue of Life.